# Simone Sugg-Hofmann
Simone Sugg-Hofmann (* 13. September 1968) ist eine deutsche Filmeditorin aus Berlin.

## Leben
Simone Hofmann wurde Mitte der 1990er Jahre nach einem Volontariat als Schnittassistentin tätig. Um 2003 wurde sie als eigenständige Editorin aktiv. Zu ihren Arbeiten gehören überwiegend Krimi-Fernsehfilme und Serien wie Tatort-Episoden oder Die Toten vom Bodensee.
Sugg-Hofmann ist Mitglied im Bundesverband Filmschnitt Editor (BFS).

## Filmografie (Auswahl)
- 2004: Agnes und seine Brüder
- 2006: Tatort: Liebe am Nachmittag
- 2007: Unter Verdacht: Hase und Igel
- 2008: Eschede Zug 884 (Dokumentarfilm)
- 2008: Der Kriminalist (Fernsehserie, 3 Folgen)
- 2009: Pretty Mama
- 2009: Ein Dorf sieht Mord
- 2010: Sie hat es verdient
- 2011: Ein mörderisches Geschäft
- 2013: Tatort: Melinda
- 2013: Tatort: Eine Handvoll Paradies
- 2013: VERBRECHEN nach Ferdinand von Schirach (Fernsehserie, 3 Folgen)
- 2014: Polizeiruf 110: Liebeswahn
- 2015: Tatort: Frohe Ostern, Falke
- 2015: Letzte Spur Berlin (Fernsehserie, 2 Folgen)
- 2015–2019: SCHULD nach Ferdinand von Schirach (Fernsehserie, 8 Folgen)
- 2016: Dresden Mord: Nachtgestalten
- 2016: Ein starkes Team: Knastelse
- 2016: Ein gefährliches Angebot
- 2017: Die Toten vom Bodensee – Die Braut
- 2017: Die Toten vom Bodensee – Abgrundtief
- 2018: Die Toten vom Bodensee – Der Wiederkehrer
- 2018: Die Toten vom Bodensee – Die vierte Frau
- 2018: Getrieben
- 2018: Tatort: Tod und Spiele
- 2020: Ein starkes Team: Parkplatz bitte sauber halten
- 2020: Der Usedom-Krimi: Schmerzgrenze
- 2021: Wolfsland: Die traurigen Schwestern
- 2021: Der Bozen-Krimi: Familienehre
- 2022: McLenBurger – 100% Heimat
- 2023: München Mord: Der gute Mann vom Herzogpark (Fernsehreihe)
- 2024: München Mord: A saisonale G’schicht (Fernsehreihe)